# دوشیزه ماریان

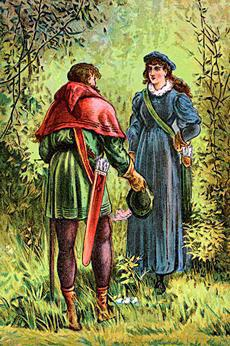
رابین هود و دوشیزه ماریان (پوستر، حدود ۱۸۸۰)

دوشیزه ماریان یا ماریون، معشوقه رابین هود، راهزن افسانه‌ای، در فولکلور انگلیسی است. دوشیزه ماریان در اصل شخصیتی «چوپان» منتسب به روز مه بود. نقش او به عنوان معشوقه رابین هود حداقل مربوط به قرن شانزدهم است. او به طور معمول در عشق خود به رابین هود زیبا، با اعتماد به نفس و صادق به تصویر کشیده می‌شود. غالباً او در داستان‌ها یک زن اشرافی است، هرچند که گاهی اوقات یک روستایی فقیر اشراف‌زاده است. بیشتر داستان‌های مدرن رابین هود نقش او را برجسته می‌کنند و او را به عنوان یک زن قابل تحسین معرفی می‌کنند و به ویژه استقلال و برابری نسبی ماریان با معشوقش را نمایش می‌دهند به این ترتیب او را به عنوان یکی از اولین شخصیت‌های زن قدرتمند در ادبیات انگلیسی نشان می‌دهند.[۱]